# تپه توکه مازه پیان
تپه توکه مازه پیان مربوط به عصر مس است و در شهرستان الیگودرز، بخش بشارت، دهستان پیشکوه ذلقی، ۸۰۰ متری شرق روستای قلعه پاچه واقع شده و این اثر در تاریخ ۷ خرداد ۱۳۸۷ با شمارهٔ ثبت ۲۲۷۸۵ به‌عنوان یکی از آثار ملی ایران به ثبت رسیده است.